# NGC 189
NGC 189 је расејано звездано јато у сазвежђу Касиопеја које се налази на NGC листи објеката дубоког неба.
Деклинација објекта је + 61° 5' 42" а ректасцензија 0h 39m 35,6s. Привидна величина (магнитуда) објекта NGC 189 износи 8,8. NGC 189 је још познат и под ознакама OCL 301.